# 鲁斯 (洛泽尔省)
鲁斯（法語：Rousses，法語發音：[ʁus]）是法国洛泽尔省的一个市镇，位于该省南部，属于弗洛拉克区。

## 地理
鲁斯（44°12'21"N, 3°35'14"E）面积22.38 平方千米，位于法国奧克西塔尼大區洛泽尔省，该省份为法国南部内陆省份，北起上盧瓦爾省和康塔爾省，西接阿韦龙省，南至加尔省，东临阿尔代什省。
与鲁斯接壤的市镇（或旧市镇、城区）包括：韦布龙、巴叙雷尔、加蒂济耶尔、弗赖西内德富尔克。
鲁斯的时区为UTC+01:00、UTC+02:00（夏令时）。

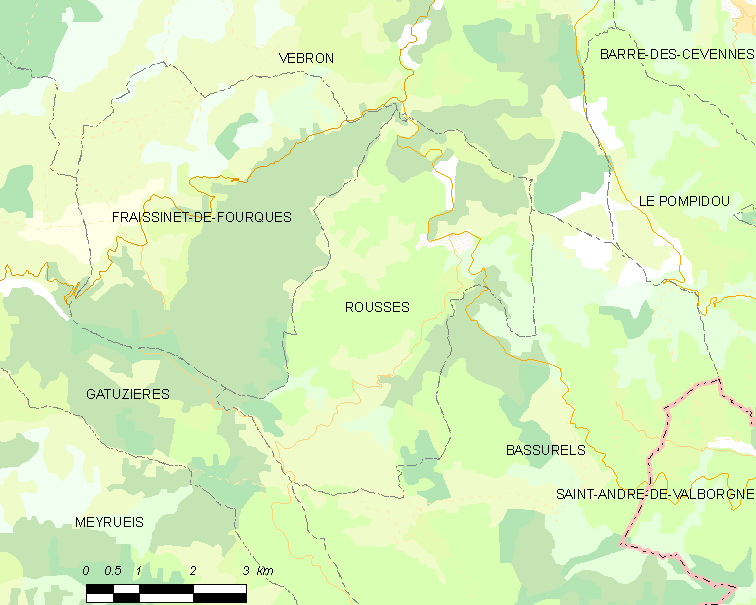
鲁斯的OSM定位图

## 行政
鲁斯的邮政编码为48400，INSEE市镇编码为48130。

## 政治
鲁斯所属的省级选区为勒科莱德代兹县。

## 交通
洛泽尔省省道D119线和D907线在鲁斯境内交汇。

## 人口

1962-2008年间鲁斯人口变化图示

鲁斯于2022年1月1日时的人口数量为119人。